# Peter Ruben
Peter Ruben (* 1. Dezember 1933 in Berlin; † 20. Oktober 2024 ebenda) war ein deutscher Philosoph.

## Leben und Wirken
Nach dem Abitur in Berlin-Adlershof und dreijährigem Dienst in der Kasernierten Volkspolizei studierte Peter Ruben Philosophie an der Berliner Humboldt-Universität. 1958 wurde er aus politischen Gründen zwangsexmatrikuliert und musste sich beim Aufbau des Flughafens Berlin-Schönefeld „in der Produktion bewähren“. Ab Herbst 1961 konnte er sein Studium fortsetzen und schloss es 1963 mit einer Arbeit zum Descartes-Leibniz-Streit und dem „Verhältnis von Dialektik und Mechanik“ ab. 1969 promovierte er mit dem Thema Mechanik und Dialektik. 1975 wechselte er von der Humboldt-Universität zum Zentralinstitut für Philosophie der Akademie der Wissenschaften der DDR, wo er schließlich stellvertretender Leiter des Bereichs Dialektischer Materialismus wurde. Während dieser Zeit legte er seine Dissertation B zum Thema Widerspruch und Naturdialektik vor. und war ein Jahr als Gastprofessor an der Universität Aarhus in Dänemark. 1981 endete eine gegen ihn und Abteilungskollegen wegen „dissidentischer Vorstellungen“ inszenierte Kampagne vor der Zentralen Parteikontrollkommission mit seinem Ausschluss aus der SED, einem Lehrverbot und eingeschränkten Publikationsmöglichkeiten.
1990 wurde er zum Professor ernannt und von der PDS rehabilitiert. Von März bis Juni 1990 nahm er am Runden Tisch der Akademie der Wissenschaften teil. Zum 1. Juni 1990 wurde er Nachfolger Manfred Buhrs als erster und einziger von den Mitarbeitern frei gewählter Direktor des an der Akademie der Wissenschaften der DDR angegliederten Zentralinstituts für Philosophie bis zu dessen Abwicklung Ende 1990. Von 1994 bis 1996 war er wissenschaftlicher Mitarbeiter an der Europa-Universität Frankfurt/Oder.
Peter Ruben arbeitete zunächst zur Naturphilosophie und entwickelte aus dem Verständnis der naturwissenschaftlichen Analyse als materiell vermitteltem Vorgang eine auf dem Marxismus aufbauende Philosophie der Arbeit. Eine jahrzehntewährende Zusammenarbeit verbindet ihn mit der Philosophin Camilla Warnke, die gemeinsam mit Ulrich Hedtke seine gesammelten Schriften zunächst im Internet, zuletzt gesammelt in vier Bänden, herausgab.
Ruben starb im Alter von 90 Jahren nach langer schwerer Krankheit in Berlin. Sein Grab befindet sich auf dem Friedhof Pankow IX in Französisch Buchholz.

## Schriften
- Mechanik und Dialektik. Berlin 1969.
- Widerspruch und Naturdialektik. Berlin 1975 (erste Druckfassung: P. Beurton, W. Lefèvre und J. Renn (Hrsg.), 1995, Max-Planck-Institut für Wissenschaftsgeschichte, Band 20 der Preprints des Instituts).
- Dialektik und Arbeit der Philosophie. Köln 1978, ISBN 3-7609-0375-4.
- Friedrich Engels und die philosophische Begründung der Mathematik. In: 100 Jahre „Anti-Dühring“. Marxismus. Weltanschauung. Wissenschaft. Hrsg. von Rolf Kirchhoff und T. I. Oiserman. Akademie-Verlag, Berlin 1978, S. 309–324.
- Philosophie und Mathematik. Eine populärwissenschaftliche Darstellung der philosophischen Basis für das weltanschauliche Begreifen der Mathematik. Leipzig 1979.
- Peter Ruben, Camilla Warnke: Philosophische Schriften I. Aarhus, Paris, Florenz 1981 (Raubdruck)
- Der moderne Kommunismus und die soziale Frage. Berlin 1999.
- mit Hans-Christoph Rauh: Denkversuche: DDR-Philosophie in den 60er Jahren. links, Berlin 2005, ISBN 3-86153-359-6.
- mit Camilla Warnke: Aktenzeichen I/176/58, Strafsache gegen Langer u.a.: Ein dunkles Kapitel aus der Geschichte der DDR-Philosophie. Akademische Verlagsanstalt, Leipzig 2021, ISBN 978-3-946281-12-2.
- Peter Ruben: Gesammelte philosophische Schriften. Herausgegeben von Ulrich Hedtke und Camilla Warnke in Verbindung mit Karl Benne. Verlag am Park, Berlin 2022, 4 Bände:
  - Band 1: Zu den Philosophischen Grundlagen. ISBN 978-3-89793-335-4, online als PDF.
  - Band 2: Zu philosophischen Fragen von Wirtschaft und Gesellschaft. ISBN 978-3-89793-336-1, online als PDF.
  - Band 3: Zu philosophischen Fragen der Naturwissenschaften. Zur Geschichte der Philosophie. ISBN 978-3-89793-337-8, online als PDF.
  - Band 4: Peter Ruben und Camilla Warnke: Zum philosophischen Denken in der DDR. ISBN 978-3-89793-338-5, online als PDF.